# Kontrdihaireza
Kontrdihaireza – w filozofii Epikteta jest drugą nadrzędną mocą sądzenia, która pomiędzy zwyczajnymi sądami na temat każdej sytuacji wnioskuje, że te rzeczy, które nie są w naszej wyłącznej mocy, zależą od naszej wyłącznej mocy lub odwrotnie, wnioskuje, że te rzeczy, które rzeczywiście są w naszej wyłącznej mocy nie zależą od naszej wyłącznej mocy.
Wśród wielu przykładów z Diatryb można przytoczyć następujące:
- Dzisiaj muszę na pewno umrzeć. Czym mam też się skarżyć?
- Jutro mam być skuty i uwięziony. Czym mam do tego też narzekać?
- Zostałem skazany na wygnanie. Czy ktokolwiek może odebrać mi spokój?

Prohaireza, która przybiera postawę zgodną z kontrdihairezą, w przypadku (A) będzie się skarżyła i walczyła przeciwko śmierci, w przypadku (B) będzie próbowała uciec i jęczała w momencie uwięzienia, w przypadku (C) będzie się starała uniknąć wygnania i zachowa się w sposób odwrotny od spokoju.
Kontrdihaireza jest Suprasądem w dokładnym przeciwieństwie do dihairezy (zob. dihaireza).